# برنت داربي
برنت داربي (بالإنجليزية: Brent Darby)‏ مواليد 06 يونيو 1981 في ريفر روغ - الوفاة 06 ديسمبر 2011، كان لاعب كرة سلة أمريكي. بدأ مسيرته الاحترافية في سنة 2003. بلغ طوله 6 قدم 1 بوصة (1.9 م). اعتزل اللعب في 2010.

## المسيرة الاحترافية
لعب مع كشالين في موسم 2003–2004، ثم لعب مع تراباني في موسم 2004–2005، ثم لعب مع فيرارا في الدوري الإيطالي في موسم 2005–2006، ثم لعب مع إس إس فليتشي سكاندون في موسم 2006–2007، ثم لعب مع دينامو باسكت ساساري في الدوري الإيطالي في موسم 2007–2008، ثم لعب مع بستويا باسكت 2000 في موسم 2008–2009، ثم لعب مع يوفي كازيرتا باسكت في الدوري الإيطالي في سنة 2009، ثم لعب مع ليموج سي إس بي في الدوري الفرنسي في موسم 2009–2010.

## روابط خارجية
- برنت داربي على موقع كرة السلة الأوروبية.كوم (الإنجليزية)
- برنت داربي على موقع كلية كرة السلة في سبورتس رفرنس.كوم (الإنجليزية)
- برنت داربي على موقع ريلجم (الإنجليزية)
- برنت داربي على موقع بروبوليرز (الإنجليزية)
- برنت داربي على موقع سبورتس رفرنس (الإنجليزية)